# William Trost Richards
William Trost Richards (Filadelfia, 3 giugno 1833 – 17 aprile 1905) è stato un pittore statunitense.

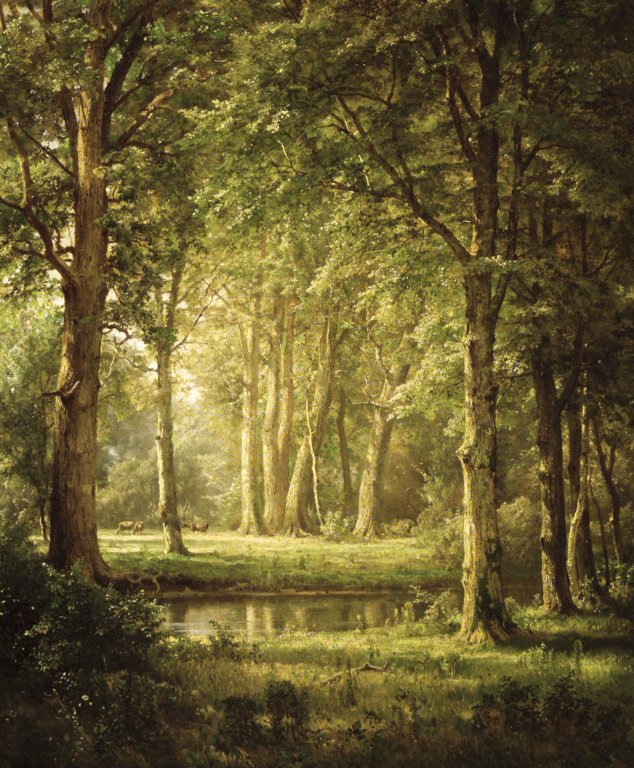
L'inizio dell'estate

Fu un paesaggista moderatamente apparentato sia con la Hudson River School che con il movimento americano ispirato ai Preraffaelliti. La sua tecnica preferita fu l'acquarello, che applicò sino alla perfezione.

## Biografia
William Trost Richards nacque a Filadelfia, nello Stato della Pennsylvania, da genitori benestanti che ne assecondarono le attitudini artistiche.

Nel 1846 e 1847 frequentò l'istituto scolastico locale: la Central High School, poi, fra il 1850 e il 1855, studiò, non continuativamente, presso l'atelier del pittore tedesco Paul Weber, mentre lavorava come disegnatore e illustratore per fabbriche di oggetti ornamentali metallici.

La sua prima esposizione pubblica faceva parte di una mostra nel New Bedford (Massachusetts), organizzata dall'artista Albert Bierstadt nel 1858.Quattro anni dopo fu eletto membro onorario dell'"Accademia Americana di Disegno", di cui divenne membro effettivo nel 1871. Nel 1863 fu nominato membro ordinario anche dall'Associazione Advanced of Truth in Art, un gruppo statunitense di Preraffaelliti.
Il suo unico viaggio in Europa, durato un anno, avvenne nel 1866; al suo ritorno, e per i sei anni seguenti, Richards trascorse le sue estati sulla East Coast.

Il 1870 fu l'anno della sua produzione più ricca e significativa di acquarelli, con le straordinarie e apprezzatissime viste delle White Mountains, nel New Hampshire, di cui molte sono ora conservate nelle collezioni del Metropolitan Museum of Art.

Espose altresì all'Accademia Nazionale di Disegno dal 1861 al 1899, nonché alla Brooklyn Art Association dal 1863 al 1885. Fu eletto membro effettivo della National Academy nel 1871.
Richards rifiutò la visione romantica e stilizzata degli altri pittori della Hudson River School, e insistette sul principio di una pittura meticolosamente realistica: le sue viste delle White Mountains, infatti, nel loro realismo, sono praticamente delle fotografie. Durante gli ultimi anni di attività, invece, Richards si dedicò  quasi esclusivamente alle marine, eseguite sempre con l'acquarello.

## Musei
Le opere di Richards sono oggi presenti in molti importanti musei americani, fra cui:
- National Gallery of Art,
- Smithsonian American Art Museum,
- Wadsworth Atheneum,
- Philadelphia Museum of Art,
- Yale University Art Gallery,
- High Museum of Art,
- Boston Museum of Fine Arts,
- Fogg Art Museum,
- Brooklyn Museum of Art,
- Museo Thyssen-Bornemisza.

## Galleria d'immagini

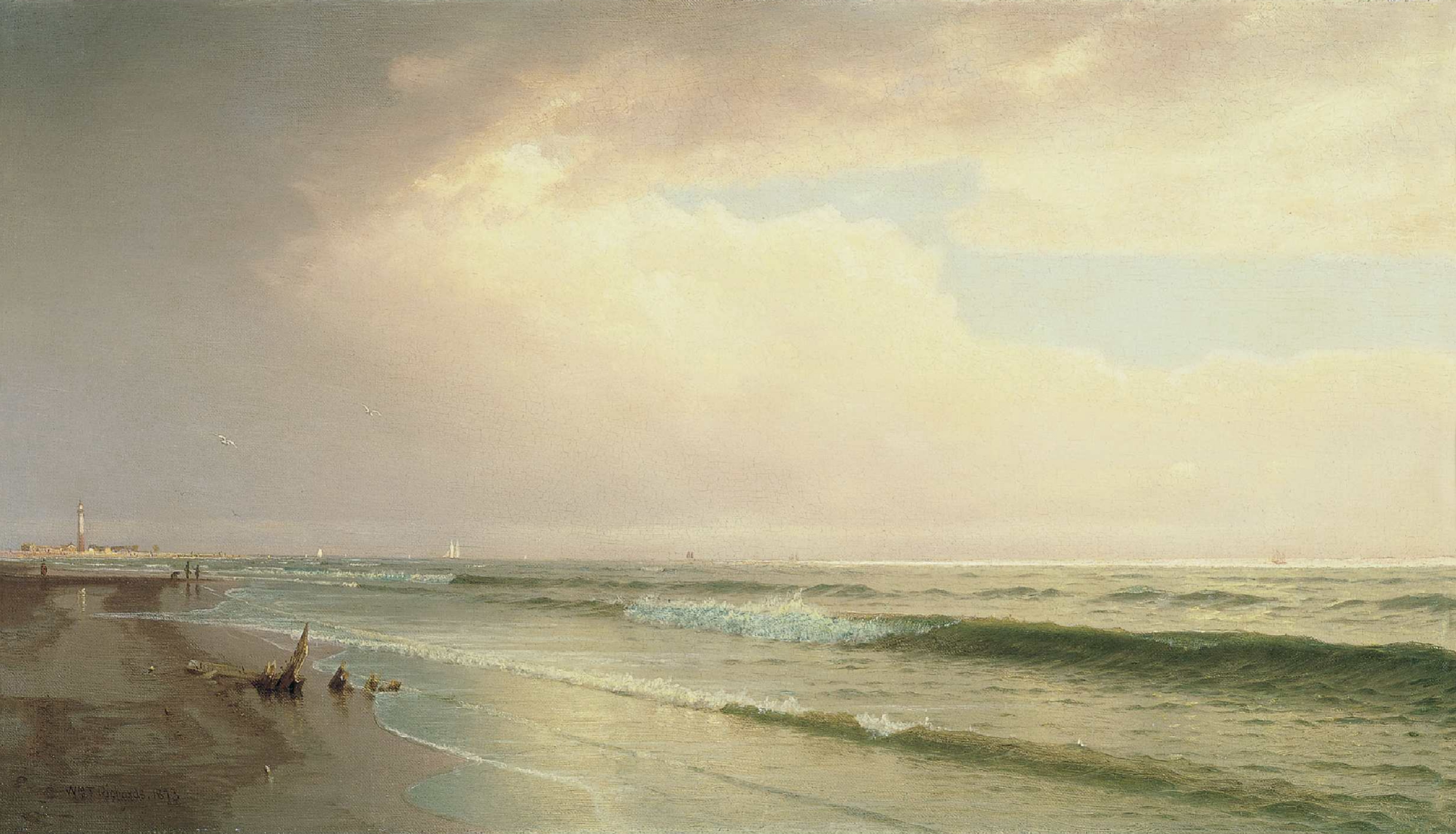
Marina con un faro lontano, presso Atlantic City
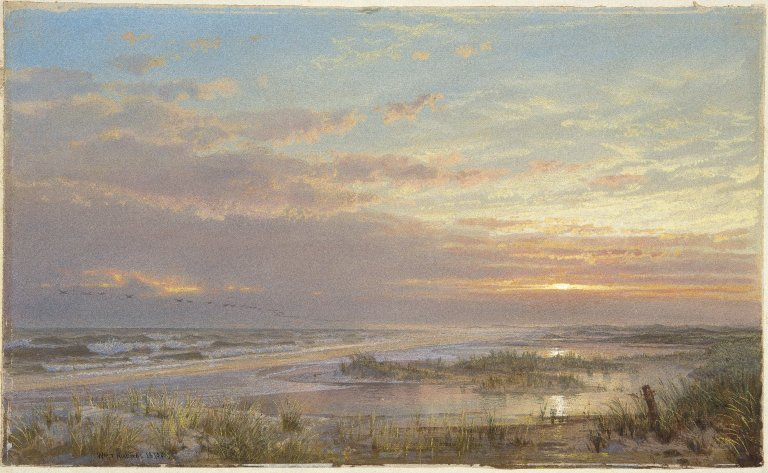
Alta marea presso Atlantic City
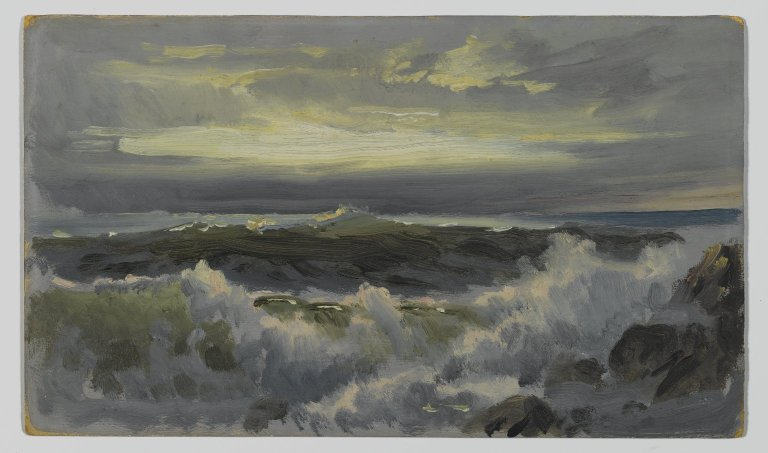
L'onda violenta
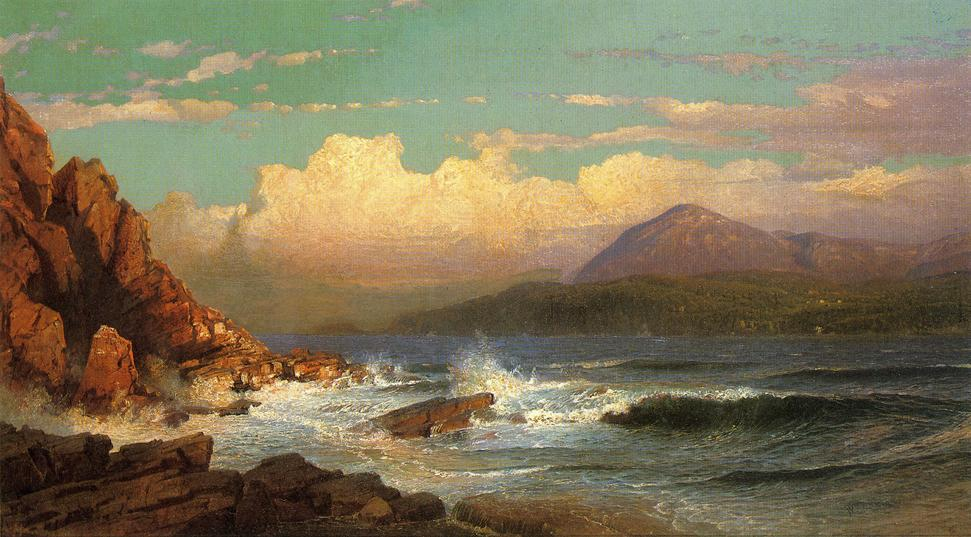
Il Monte Desert, nel Maine, 1866
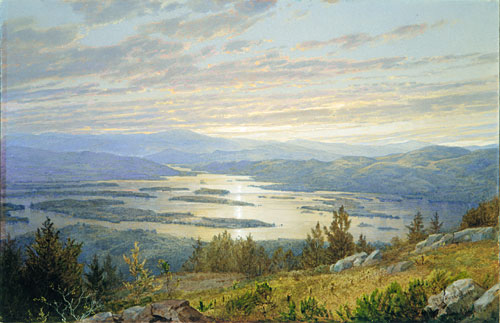
Il lago Squam dalla Red Hill
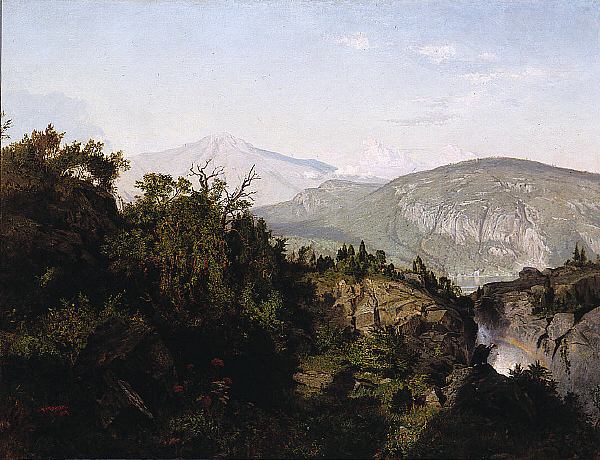
Nei monti Adirondack
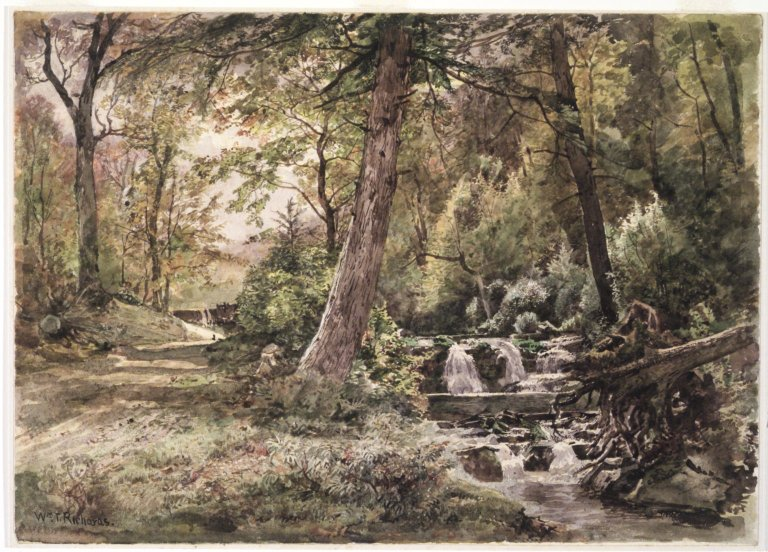
Paesaggio con ruscello e strada nella Contea di Chester
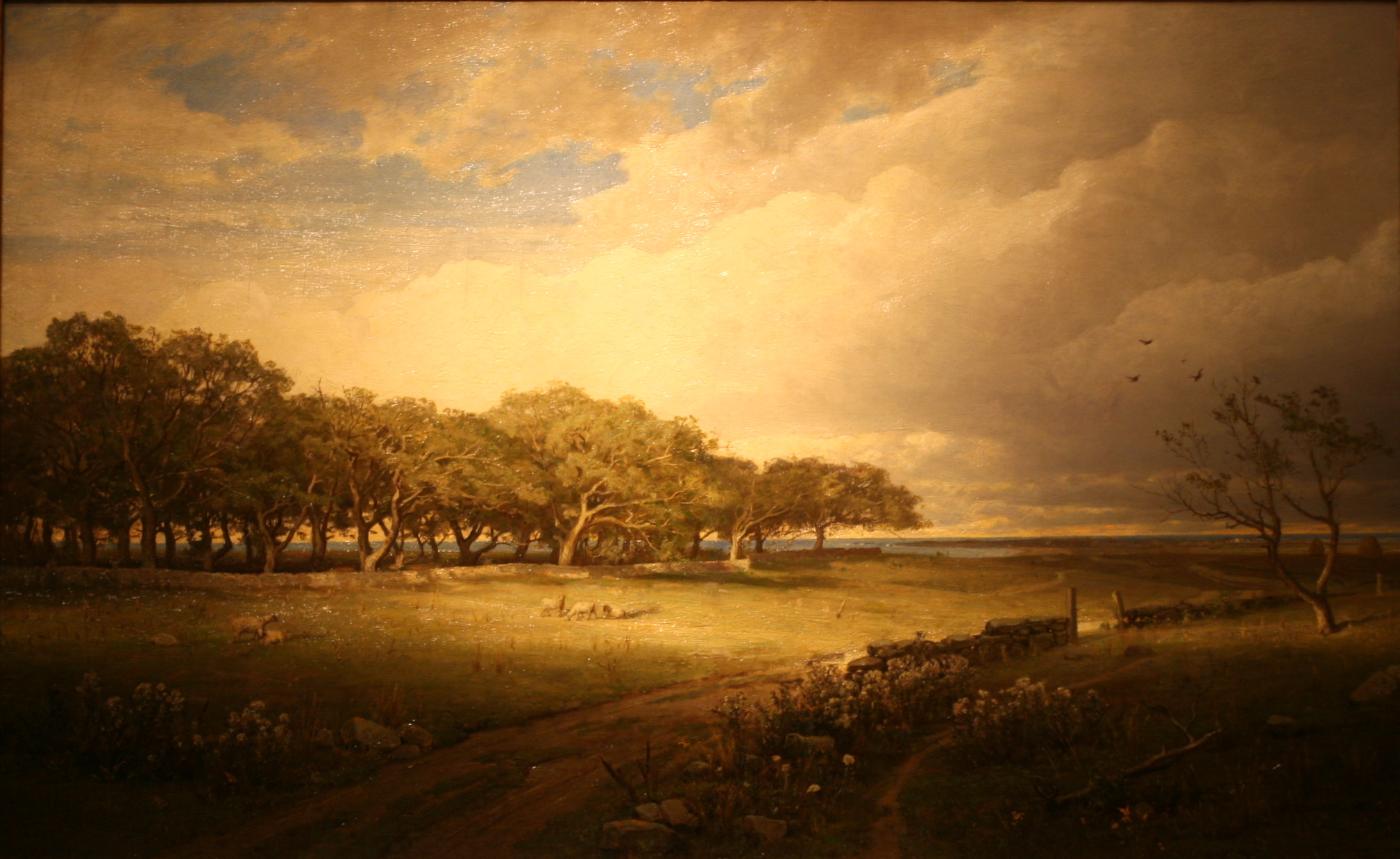
Il vecchio frutteto a Newport
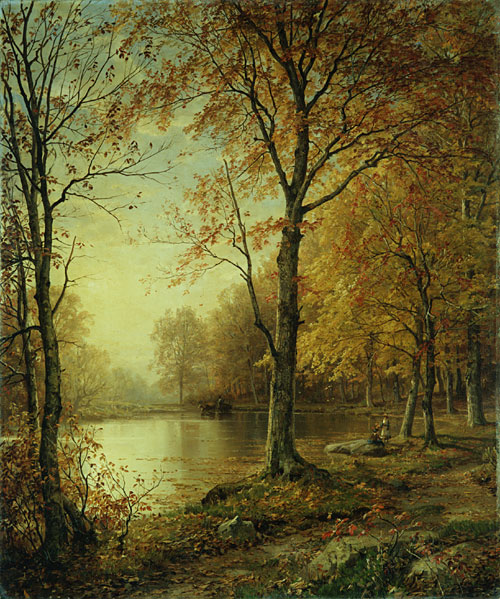
Estate indiana